# Archepsilonema adelum
Archepsilonema adelum är en rundmaskart som beskrevs av Steiner 1931. Archepsilonema adelum ingår i släktet Archepsilonema och familjen Epsilonematidae. Inga underarter finns listade i Catalogue of Life.